# 9월 23일
9월 23일은 그레고리력으로 266번째(윤년일 경우 267번째) 날에 해당한다.

## 사건
- 1459년 - 영국 장미전쟁: 리처드 네빌이 지도한 요크 군이 스탭포드셔의 블로어 히스의 전투에서 랭커스터 부대를 격파하다
- 1592년 - 제2차 금산 전투 발발.
- 1803년 - 2차 영국-마라타 전쟁: 마라타 제국 부대가 아싸예 전투에서 영국에게 패배하다
- 1868년 - 라몬 에메테리오 베탄스가 그리토 드 라레스의 푸에르토리코의 스페인 법에 대해 반란을 일으키다.
- 1886년 - 조선 고종 23년, 호머 헐버트(Homer Bezaleel Hulbert) 등 영어 강사가 충원되자 육영공원을 개원하다.
- 1903년 - 안창호, 샌프란시스코에서 정치단체 친목회 조직
- 1910년 - 데라우치 마사타케 총독, 친일단체 일진회에 15만원, 항일단체 대한협회에 6만원을 해산비로 지급하다.
- 1913년 - 일제강점기: 일본, 육해군형법(陸海軍刑法)을 조선에 시행하는 법률 공포 시행
- 1932년 - 네지드와 헤자즈 왕국이 합쳐 사우디아라비아 왕국이 되다.
- 1937년 - 중화민국 장개석 총통, 담화 통해 중국 공산당의 합법화와 국공합작의 성립 승인
- 1940년 - 제2차 세계 대전: 일본군, 인도차이나 반도 침공 개시
- 1973년 - 후안 페론이 군사쿠데타로 실각한 지 18년 만에 다시 아르헨티나의 대통령이 되다.
- 1974년 - 대한민국의 NGO 천주교 정의구현전국사제단 발족
- 1983년 - 세인트키츠 네비스, 유엔 가입
- 1991년 - 이라크, 유엔 핵사찰단 바그다드에 억류
- 1992년 - 대한민국과 중화민국, 외교 관계 단절 후 대사관 완전 철수
- 1993년 - 대한민국 김영삼 대통령, 새 대법원장에 윤관 대법관 겸 중앙선거관리위원회 위원장 지명
- 1994년 - 북핵문제: 제38차 국제원자력기구(IAEA) 연차총회에서 조선민주주의인민공화국에 대해 핵안전협정 전면이행을 촉구하는 결의안 채택
- 2013년 - 대구 대명동 가스 폭발 사고 발생.
- 2014년 - 경상북도 김천시의 한 공장에서 폭발사고가 발생해 10명이 부상당하였다.
- 2019년 - 영국의 토마스쿡 항공이 파산되었다

## 문화
- 1846년 - 독일 베를린 천문대의 갈레와 다레스트가 영국의 애덤스와 프랑스의 르베리에가 예측한 위치에서 해왕성을 발견하다.
- 1967년 - 대한민국 서울특별시의 첫 유료도로인 강변1로(한강대교 ~ 영등포) 개통
- 1980년 - 노량진 육교가 준공되다.
- 2002년 - 제14회 부산 아시아 경기대회 참가 조선민주주의인민공화국 선수단 부산 도착.
- 2013년 - 경기도 여주군이 여주시로 승격.
- 2023년 - 2022년 아시안 게임이 중화인민공화국 항저우시에서 개막.

## 탄생
- 기원전 63년 - 로마 제국의 황제 아우구스투스. (~기원후 14년)
- 1554년 - 조선 중기의 무신 김시민. (~1593년)
- 1711년 - 프랑스의 군인, 정치인 루이 니콜라 빅토르 드 펠릭스 드 오리에르. (~1775년)
- 1713년 - 스페인의 국왕 페르난도 6세. (~1759년)
- 1771년 - 일본의 제119대 천황 고카쿠. (~1817년)
- 1868년 - 구한말의 의병장 이인영. (~1909년)
- 1872년
  - 우크라이나의 오페라 가수 솔로미야 크루셸니츠카. (~1952년)
  - 미국의 군인 겸 외교관, 정치인 제이 윌리엄스. (~1938년)
- 1887년 - 미국의 야구인 독 마틴. (~1935년)
- 1880년 - 영국 스코틀랜드의 교사, 의사, 생물학자, 정치인 존 보이드 오어. (~1971년)
- 1901년 - 체코의 소설가 야로슬라프 사이페르트. (~1986년)
- 1910년 - 일제 강점기의 작가 이상. (~1937년)
- 1916년 - 이탈리아의 정치인, 총리 알도 모로. (~1978년)
- 1917년 - 멕시코의 루차도르 엔마스카라도, 영화 배우 엘 산토. (~1984년)
- 1923년 - 대한민국의 기업인 정태수. (~2018년)
- 1926년
  - 대한민국의 국문학자 서정범. (~2009년)
  - 미국의 재즈 색소폰 연주자 존 콜트레인. (~1967년)
  - 미국의 연극 영화배우 헨리 실바. (~2022년)
- 1927년 - 대한민국의 종교인 변선환. (~1995년)
- 1929년 - 대한민국의 영화감독 김수용. (~2023년)
- 1930년
  - 미국의 가수, 작사가, 피아니스트 레이 찰스. (~2004년)
  - 덴마크의 배우 하나 랄프.
- 1938년 - 독일, 프랑스의 배우 로미 슈나이더. (~1982년)
- 1946년 - 대한민국의 기업인 유승필.
- 1949년 - 미국의 싱어송라이터 브루스 스프링스틴.
- 1950년 - 미국의 목회자 팀 켈러. (~2023년)
- 1951년 - 대한민국의 정치인 이영애.
- 1952년 - 대한민국의 국악인 김덕수.
- 1954년 - 이탈리아의 배우 조반니 롬바르도 라디체. (~2023년)
- 1956년
  - 이탈리아의 전 축구 선수 파올로 로시. (~2020년)
  - 미국의 만화가 피터 데이비드. (~2025년)
- 1957년 - 인도네시아의 배우 [[에밀리아 콘테사]. (~2025년)
- 1958년 - 대한민국의 언론인 백운기.
- 1959년 - 대한민국의 정치인 김성.
- 1961년 - 미국의 우주비행사 윌리엄 맥콜.
- 1962년 - 대한민국의 기업인, 정치인 김경만.
- 1965년
  - 대한민국의 스포츠해설가 강을준.
  - 대한민국의 배우 문희경.
- 1966년 - 대한민국의 전 배우 이주경.
- 1967년 - 일본의 축구 선수 나카야마 마사시.
- 1968년
  - 대한민국의 배우 강민석.
  - 대한민국의 가수 나들.
  - 대한민국의 군인 박안수.
  - 루마니아의 권투 선수 다니엘 두미트레스쿠.
- 1969년 - 대한민국의 정치인 박종효.
- 1971년 - 대한민국의 배우 이미연.
- 1972년
  - 대한민국의 배우 심은하.
  - 대한민국의 성우 윤미나.
  - 일본의 희극인 와타베 켄
- 1973년 - 일본의 전 축구 선수 핫토리 도시히로.
- 1974년
  - 대한민국의 전 아나운서, 미스코리아 한성주.
  - 대한민국의 기자 강민수.
- 1975년 - 미국의 모델, 배우 제이미 버그먼.
- 1977년
  - 대한민국의 작곡가 및 프로듀서 유비.
  - 미국의 싱어송라이터 레이철 야마가타.
  - 벨라루스의 권투 선수 마고메트 아리프가지예프.
- 1978년
  - 대한민국의 가수 나얼 (브라운 아이드 소울).
  - 미국의 배우 앤서니 매키.
- 1981년 - 대한민국의 야구 선수 진종길.
- 1982년 - 대한민국의 배우 이하나.
- 1983년 - 대한민국의 야구 선수 윤길현.
- 1984년 - 미국의 야구 선수 맷 켐프.
- 1985년
  - 일본의 가수 고토 마키.
  - 이란의 축구 선수 호세인 카에비.
- 1986년
  - 대한민국의 펜싱 선수 신아람.
  - 미국의 배우, 모델 라이언 마우러.
- 1987년
  - 대한민국의 가수 비올라.
  - 대한민국의 레이싱모델 유다연.
- 1988년
  - 대한민국의 농구 선수 고아라.
  - 대한민국의 가수 양송희.
- 1989년
  - 대한민국의 트로트 가수 최진아.
  - 미국의 배우 대니 대니얼스.
- 1990년 - 대한민국의 테너 성악가 김민석.
- 1991년
  - 대한민국의 가수  Key (샤이니).
  - 멕시코의 축구 선수 스테파니 마요르.
  - 일본의 배우 아사쿠라 아키.
- 1993년 - 미국의 레슬링 선수 세라 힐더브랜트.
- 1994년
  - 대한민국의 가수 이미주 (러블리즈).
  - 콜롬비아의 축구 선수 예리 미나.
- 1995년
  - 미국의 펜싱 선수 일라이 더슈위츠.
  - 일본의 축구 선수 히로세 리쿠토.
- 1996년
  - 대한민국의 가수 이하이.
  - 대한민국의 가수 김예지.
  - 대한민국의 배우 한도우.
  - 대한민국의 농구 선수 박정현.
  - 대한민국의 쇼트트랙 선수 박지원.
- 1999년 - 중국의 가수 우기 ((여자)아이들)
- 2001년
  - 중화민국의 가수 라이관린 (워너원).
  - 대한민국의 배우 지민혁.
  - 대한민국의 바둑 기사 김선빈.
- 2004년 - 미국의 배우 앤서니 곤살레스.
- 2008년 - 대한민국의 야구 선수 홍화철.

## 사망
- 1241년 - 아이슬란드의 시인·역사가·정치인 스노리 스투를루손. (1178년~)
- 1870년 - 프랑스의 19세기 소설가, 역사가, 작가 프로스페르 메리메. (1803년~)
- 1939년 - 오스트리아의 정신분석학자, 심리학자 지그문트 프로이트. (1856년~)
- 1992년 - 미국의 군인 제임스 밴 플리트. (1892년~)
- 1996년 - 일본의 만화가 후지코 F. 후지오. (1933년~)
- 1999년
  - 대한민국 기업인 허정구. (1911년~)
  - 북한의 정치인 리종옥. (1916년~)
- 2018년
  - 대한민국의 공무원, 정치인 백상승. (1935년~)
  - 미국의 공학자 찰스 K. 가오. (1933년~)
  - 일본의 야구 선수 다키우치 야스오. (1935년~)
- 2019년 - 미국의 농구 선수 안드레 에밋. (1982년~)
- 2020년
  - 대한민국의 법조인 변재일. (1940년~)
  - 프랑스의 가수, 영화배우 쥘리에트 그레코. (1927년~)
- 2022년
  - 미국의 영화배우 루이즈 플레처. (1934년~)
  - 폴란드의 영화배우 프란치셰크 피에치카. (1928년~)

## 기념일
- 추석 - 1980년, 2067년
- 건국 기념일(National Day): 사우디아라비아

## 같이 보기
- 전날: 9월 22일 다음날: 9월 24일 - 전달: 8월 23일 다음달: 10월 23일
- 음력: 9월 23일
- 모두 보기